# Pinneberg
Pinneberg település Németországban, Schleswig-Holstein tartományban. Lakosainak száma 44 756 fő (2023. december 31.). Pinneberg Halstenbek, Kummerfeld, Rellingen és Schenefeld községekkel határos.

## Népesség
A település népességének változása:
| Lakosok száma | 3060 | 7903 | 24 885 | 36 002 | 37 134 | 41 461 | 42 266 | 43 155 | 43 603 | 44 756 |
|               | 1875 | 1927 | 1948   | 1970   | 1990   | 2005   | 2015   | 2017   | 2021   | 2023   |